# Matthias Brändle
Matthias Brändle (ur. 7 grudnia 1989 w Hohenems) – austriacki kolarz szosowy.
30 października 2014 na torze kolarskim w Aigle wynikiem 51 kilometrów i 852 metry ustanowił kolarski rekord świata w jeździe godzinnej, bijąc tym samym o 737 metrów osiągnięty we wrześniu tego samego roku rezultat Jensa Voigta (51 kilometrów i 115 metrów). Wynik Brändle’a w lutym 2015 o 639 metrów poprawił Rohan Dennis (52 kilometry i 491 metrów).

## Osiągnięcia
Opracowano na podstawie:

2007
- 2. miejsce w Wyścigu Pokoju Juniorów
- 1. miejsce w Trofeo Karlsberg
  - 1. miejsce na 1. etapie
- 1. miejsce w klasyfikacji górskiej Po Stajerski

2008
- 2. miejsce w Tour de Berlin
- 3. miejsce w mistrzostwach Austrii (jazda indywidualna na czas)

2009
- 3. miejsce w Eschborn-Frankfurt U23
- 1. miejsce w mistrzostwach Austrii (jazda indywidualna na czas)

2010
- 1. miejsce w Raiffeisen Grand Prix

2012
- 1. miejsce na etapie 2b Settimana Internazionale di Coppi e Bartali (jazda drużynowa na czas)
- 1. miejsce w GP Stad Zottegem

2013
- 1. miejsce w mistrzostwach Austrii (jazda indywidualna na czas)
- 1. miejsce w klasyfikacji młodzieżowej Tour de Luxembourg
- 2. miejsce w La Poly Normande
- 1. miejsce w klasyfikacji górskiej Tour de l’Ain
- 1. miejsce w Tour du Jura

2014
- 1. miejsce w Berner Rundfahrt
- 1. miejsce w mistrzostwach Austrii (jazda indywidualna na czas)
- 1. miejsce na 5. i 6. etapie Tour of Britain

2015
- 1. miejsce na 6. etapie Tour of Oman
- 1. miejsce w prologu Baloise Belgium Tour

2016
- 1. miejsce w mistrzostwach Austrii (jazda indywidualna na czas)
- 1. miejsce w mistrzostwach Austrii (start wspólny)

2017
- 2. miejsce w Driedaagse Brugge-De Panne
- 1. miejsce na 3. etapie Baloise Belgium Tour
- 1. miejsce na 2. etapie Hammer Limburg (drużynowo)
- 2. miejsce w mistrzostwach Austrii (jazda indywidualna na czas)
- 1. miejsce na 4. etapie Post Danmark Rundt

2018
- 1. miejsce w mistrzostwach Austrii (jazda indywidualna na czas)

2019
- 1. miejsce w mistrzostwach Austrii (jazda indywidualna na czas)
- 2. miejsce w Tour of Estonia
  - 1. miejsce w prologu
- 3. miejsce w Duo Normand
- 3. miejsce w Tour of Taihu Lake
  - 1. miejsce w prologu

2020
- 1. miejsce w mistrzostwach Austrii (jazda indywidualna na czas)

2021
- 1. miejsce na etapie 1b Settimana Internazionale di Coppi e Bartali
- 1. miejsce w mistrzostwach Austrii (jazda indywidualna na czas)

2022
- 3. miejsce w mistrzostwach Austrii (jazda indywidualna na czas)

## Rankingi
| Rok              | 2008 | 2009 | 2010 | 2011 | 2012 | 2013 | 2014 | 2015 | 2016 | 2017 | 2018  | 2019 | 2020 | 2021 | 2022  |
| ---------------- | ---- | ---- | ---- | ---- | ---- | ---- | ---- | ---- | ---- | ---- | ----- | ---- | ---- | ---- | ----- |
| UCI World Tour   |      |      |      |      |      |      |      | 177. | 163. | 357. | -     |      |      |      |       |
| World Ranking    |      |      |      |      |      |      |      |      | 506. | 289. | 1152. | 219. | 538. | 889. | 1569. |
| UCI Europe Tour  | 321. | 269. |      | -    | 96.  | 34.  | 70.  |      | 390. | 140. | 1013. | 184. | 437. | 679. | 1052. |
| UCI America Tour | -    | -    |      | -    | -    | -    | -    |      | -    | 386. | -     |      |      |      |       |
|                  |      |      |      |      |      |      |      |      |      |      |       |      |      |      |       |
| Źródło: UCI      |      |      |      |      |      |      |      |      |      |      |       |      |      |      |       |